# Alena Hanušová
Alena Hanušová (* 29. květen 1991 Sokolov) je česká basketbalová reprezentantka, hrající na pozici pivota. V reprezentaci působí už od mládežnických kategorií. Do seniorské reprezentace se poprvé dostala v roce 2011, kdy s národním týmem skončila na Mistrovství Evropy na 4. místě. Startovala též na Letních olympijských hrách 2012, kde se Češky umístily na sedmé příčce.

## Úspěchy
- 3. místo ME do 16 let 2007
- 3. místo ME do 18 let 2008
- 4. místo ME 2011
- 1. místo liga ČR 2009/10
- 2. místo liga ČR 2010/11
- 7. místo Letní olympijské hry v Londýně 2012
- 1. místo Ženská basketbalová liga ČR 2014/15
- 1. místo Euroliga v basketbale žen (FIBA EuroLeague Women) 2014/15
- 1. místo FIBA Europe SuperCup Women
- 6. místo ME v basketbalu žen 2025